# Саманьєго (Алава)
Саманьєго (баск. Samaniego, ісп. Samaniego) — муніципалітет в Іспанії, у складі автономної спільноти Країна Басків, у провінції Алава. Населення — 319 осіб (2009).
Муніципалітет розташований на відстані близько 250 км на північ від Мадрида, 30 км на південь від Віторії.

## Демографія
Динаміка населення (INE ):

## Галерея зображень

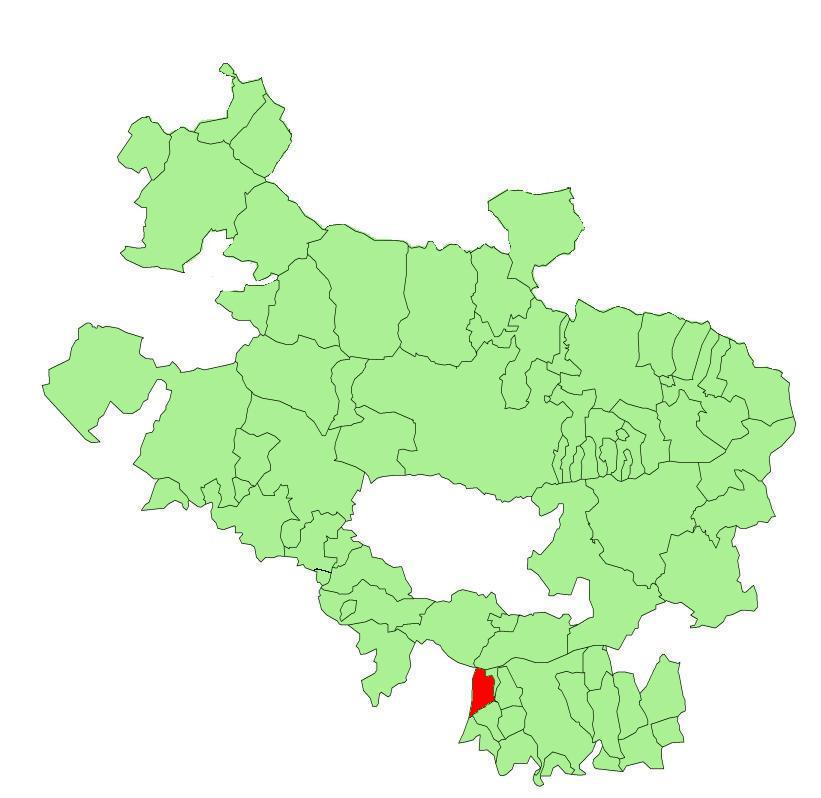
Розташування муніципалітету
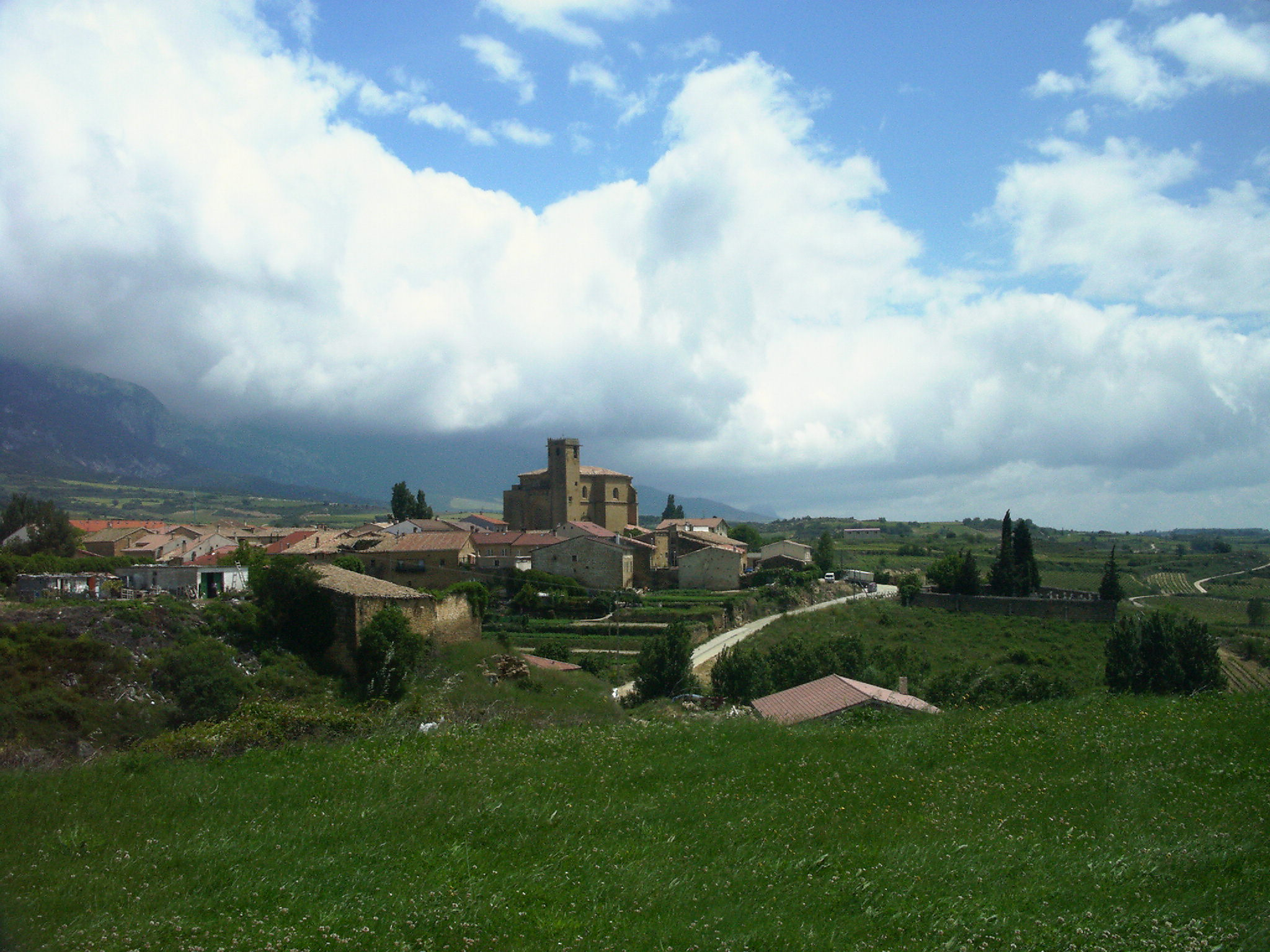
Саманьєго